# 塔多
塔多是哥倫比亞的城鎮，位於該國西部，由喬科省負責管轄，距離首府基布多66公里，始建於1533年3月19日，面積1,013平方公里，海拔高度122米，2005年人口15,962。
5°16′N 76°34′W / 5.267°N 76.567°W